# Brunne (Fehrbellin)

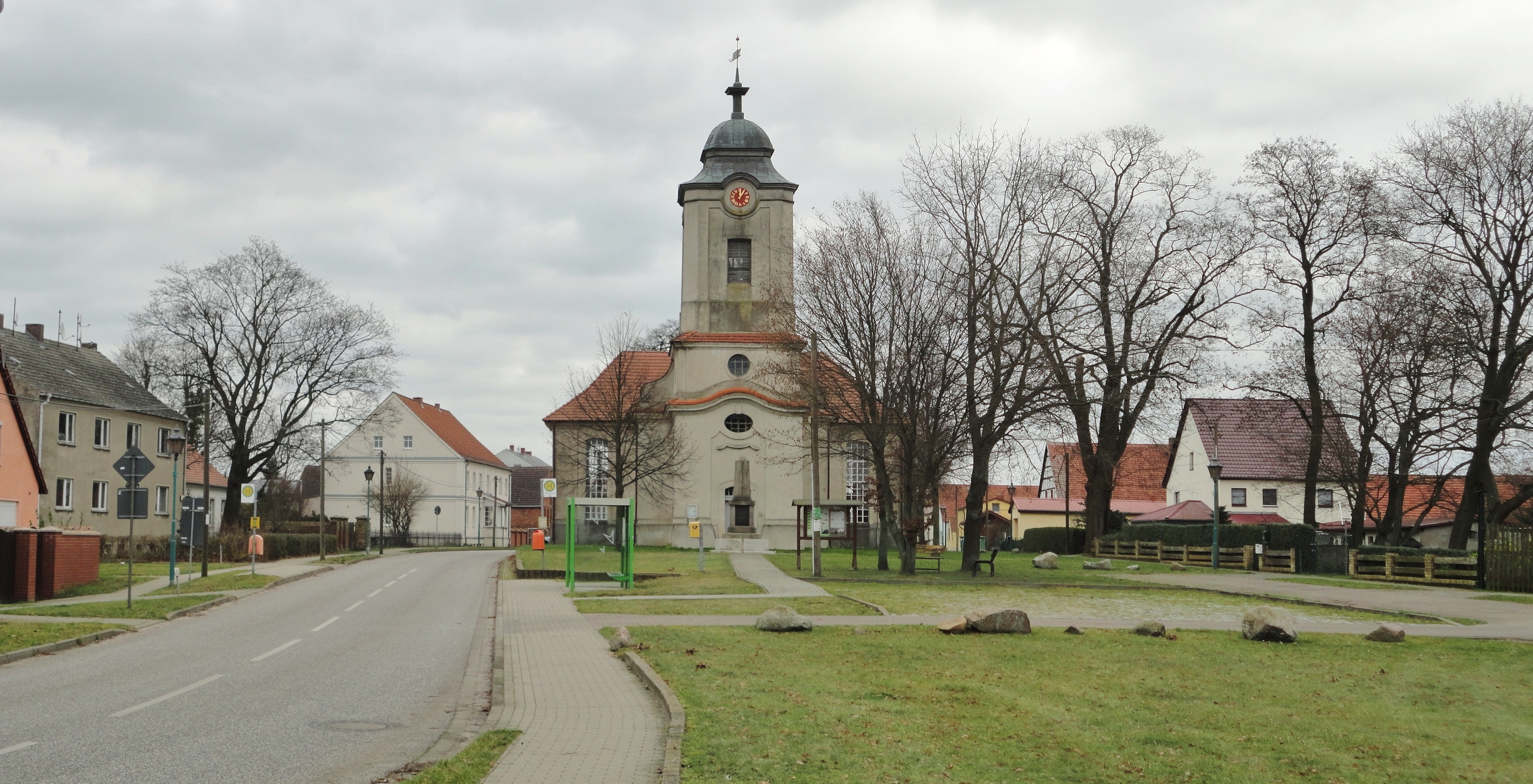
Dorfanger mit Kirche

Brunne ist ein Ortsteil der Gemeinde Fehrbellin im Landkreis Ostprignitz-Ruppin im Land Brandenburg. Das Angerdorf hat eine Größe von 15,4 km², hier wohnten im Oktober 2009 339 Einwohner.

## Geographie
Brunne liegt 5,5 Kilometer südlich von Fehrbellin. Der Ortsteil liegt im Ländchen Bellin.

## Geschichte
Etwa 800 Meter südöstlich von Brunne bestand im 11./12. Jahrhundert eine slawische Siedlung, die mit Gründung von Brunne wüst fiel. Brunne wurde 1294 das erste Mal erwähnt. Der Name kommt wahrscheinlich aus Nordwestfrankreich, dort gibt es Orte mit dem Namen -brunn. Ende des 19. Jahrhunderts fand man Fundstücke aus der frühen Zeit der Ortshistorie.
In Brunne bildete sich ein herrschaftlicher Besitz mit dem Status eines kreistagsfähigen Rittergutes heraus. Der Besitz selbst war zunächst ein Gut der alten brandenburgischen Familie von Brunn. Sie ist über Hermann von Brunn mindestens ab 1487 mit einer langen Stammreihe nachweisbar, nannte sich später Brunn von Kauffungen. Georg Daniel von Brunn schließt weit nach 1717 die ortsbezogene Genealogie und übernimmt einen anderen Besitz. Ende des 16. Jahrhunderts lebte der brandenburgische Staatsmann und Hauptmann zu Ruppin Balthasar von Brunn in Brunne. 1695 besaßen in Brunne sechs Bauern nur zehn Hufen. Die längste Gutshistorie prägte die Familie von Zieten. Sie bildete eine eigene genealogische Familienlinie Brunne heraus und nannten sich teils auch von Zieten-Brunne. Anfang des 19. Jahrhunderts war der preußische Rittmeister Ernst von Zieten (1783–1828) Mitbesitzer, während sein Sohn Leutnant Hans Otto von Zieten (1819–1900) im vollen Umfang Herr auf Brunne war. Ihm gehörte nach dem 1879 erstmals amtlich publizierten General-Adressbuch der Rittergutsbesitzer für die Provinz Brandenburg 260 ha. Die Flächen waren hier zeitweise an die einzelnen Bauern des Ortes verpachtet. Nach dem Gothaischen Hofkalender soll 1900 die Gutsgröße 350 ha gewesen sein. Kurz vor der großen Wirtschaftskrise gehörten zum Rittergut Brunne des Hans-Joachim von Zieten (1881–1943) noch 376 ha. Des Weiteren weist das letztmals veröffentlichte Landwirtschaftliche Adressbuch fünfzehn Bauernhöfe zwischen 29 ha, Familie Fritz Picker, und 128 ha, hier der Familie Walter Sühring, aus. 1930 mussten Hans-Joachim von Zieten und seine Frau Antonie Schmidt Gut Brunne aufgeben. Er war zuvor schon um weitere Einnahmen zu erwirtschaften Beamter auf anderen Gütern und wurde 1941 als Offizier reaktiviert. Brunne wiederum leitete einige Jahre der Schwiegersohn Arend von Berkholz (1901–1961), Ehemann der Feodora von Zieten-Brunne. Frau von Zieten lebte noch als Witwe in Neuruppin und ging 1959 dann nach Süddeutschland.
Bis zur Reformation im Jahre 1553 gehörte Brunn zum Hochstift Havelberg, bis 1871 dem Amt Fehrbellin. Im Zuge der Ämterbildung in Brandenburg nach der Wende kam es zum (neuen) Amt Fehrbellin, das 2003 wieder aufgelöst wurde. Seit 2003 ist Brunne ein Ortsteil von Fehrbellin.
Im Jahre 1954 wurde eine LPG Typ III gegründet.

## Sehenswürdigkeiten

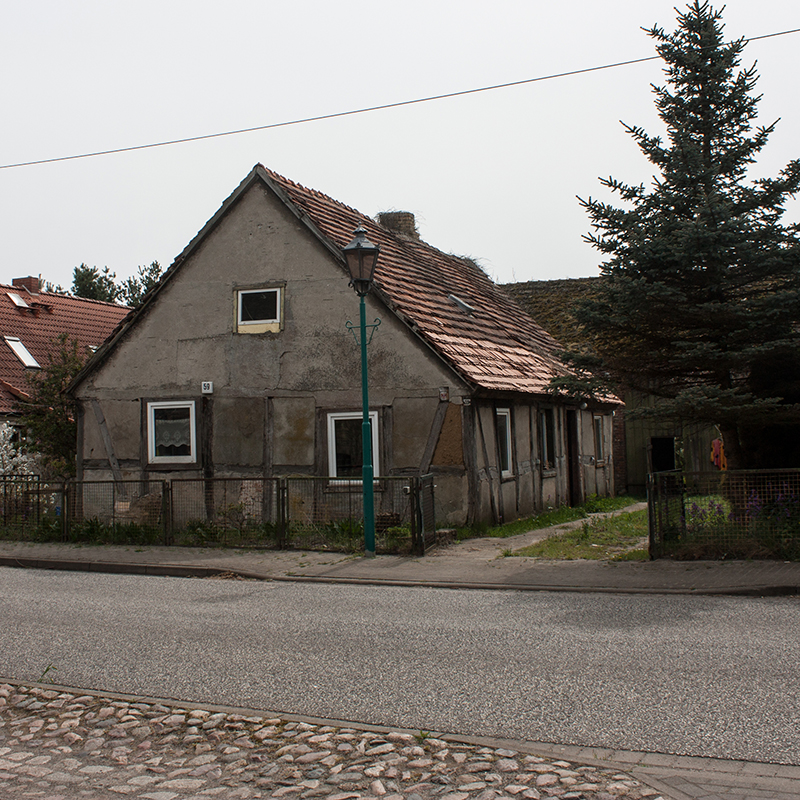
Doppelstubenhaus Brunne

- Die Dorfkirche Brunne wurde 1756/1757 an Stelle einer kleineren Holzkirche gebaut. In den Jahren 1993/1994 wurde sie saniert. Sie steht etwas erhöht auf dem Anger des Dorfes. Der barocke Bau hat einen kreuzförmigen Grundriss und einen Westturm mit Schweifhaube. Der Kanzelaltar wurde 1760 eingebaut. Die Orgel wurde 1796 von Ernst Julius Marx erbaut, 1865 wurde sie von Friedrich Hermann Lütkemüller, 1893 von Hollenbach repariert. Im Jahre 1917 wurden die Prospektpfeifen eingeschmolzen, 1923/1924 von Schuke wieder erstellt.
- Das Gutshaus wurde nach Kriegsschäden 1945 abgerissen, es stammte aus der Mitte des 17. Jahrhunderts. Der Gutsspeicher wurde 1892 erbaut. Es ist ein zweigeschossiges Haus mit Satteldach. An der Nordseite des Speichers befindet sich in einem Medaillon ein Engel mit einer Tafel mit der Inschrift „gebaut 1892“. Der Gutshof wurde 1860 und 1924 umgestaltet.
- Die Brennerei wurde 1886 als offene Handelsgesellschaft gegründet, das Gebäude im gleichen Jahr erbaut. Das Gebäude ist ein gelber Ziegelbau mit einem hohen Schornstein.
- Das Gehöft Dorfstraße 25 ist ein Dreiseithof. Das Wohnhaus wurde 1910 erbaut. Es ist ein eingeschossiges traufständiges Haus mit einem Mansarddach. Das Dach ist teilweise als Vollgeschoss ausgebaut. In der Mitte befindet sich ein Altan, der als Eingang fungiert. Das Wohnhaus Dorfstraße 26 wurde Mitte des 19. Jahrhunderts erbaut. Es ist ein eingeschossiges, traufständiges Fachwerkhaus mit Satteldach.
- Das Gehöft Dorfstraße 49 war einmal ein Vierseithof. Das Wohnhaus ist ein Mittelflurhaus und wurde Ende des 18. Jahrhunderts erbaut.
- Das Wohnhaus und der Stall in der Dorfstraße 53 wurde Ende des 19. Jahrhunderts erbaut. Das Wohnhaus ist ein zweigeschossiges, giebelständiges Fachwerkhaus mit einem Krüppelwalmdach.
- Das Wohnhaus in der Dorfstraße 59 wurde in der Mitte des 19. Jahrhunderts erbaut. Es ist ein eingeschossiges giebelständiges Haus mit einem Satteldach.

## Persönlichkeiten
- Balthasar von Brunn (1593–1643), brandenburgischer Staatsmann
- Johann Christoph Schinkel (1736–1787), evangelischer Theologe, Vater von Karl Friedrich Schinkel
- Bernhard Bohm (1841–1896), Reichstagsabgeordneter
- Reinhard Nieter (1883–1964), Oberbürgermeister der Stadt Wilhelmshaven
- Bernhard Robben (1955-...); Literaturübersetzer